# Doe v. Unidade Escolar Regional 26
Doe v. Regional School Unit 26 (também conhecido como Doe v. Clenchy) foi um caso anti descriminação julgado pela Suprema Corte Judicial do Maine em junho de 2013. No caso referido, a adolescente transgênero Nicole Maines ganhou o direito de usar o banheiro feminino em sua escola. Após a citação inicial, Nicole foi referida pelo pseudônimo "Susan Doe" nos documentos da corte para proteger sua identidade. Esse caso ficou marcado como a primeira vez que uma corte estadual julgou que negar a um aluno transgênero acesso ao banheiro consistente a sua identidade de gênero ilegal. 
O caso surgiu a partir de um incidente em quando Nicole estava no ensino fundamental e o avô de um dos seus colegas de classe reclamou após descobrir que ela utilizava o banheiro feminino. Após isso Nicole foi obrigada a utilizar o banheiro dos funcionários, que resultou em seus pais processando o distrito escolar por descriminação. Em junho de 2014, a Suprema Corte Judicial do Maine julgou que o distrito escolar havia violado o Ato de Direitos Humanos, e proibiu o distrito de barrar estudantes transgêneros o acesso aos banheiros consistentes com sua identidade de gênero. Nicole e sua família receberam 75 mil dólares de recompensa.